# Shook
| Recensione | Giudizio |
| ---------- | -------- |
| AllMusic   | [ 1 ]    |

Shook è un album discografico di Ian Matthews, pubblicato dall'etichetta discografica Line Records nel 1984.

## Tracce

### LP
Lato A
1. Shorting Out – 5:33 (Scott Wilks)
2. Views (Dance Goes On) – 4:38 (Ian Matthews, Doug Rayburn)
3. Wild Places – 4:18 (Duncan Browne)
4. Indiscreet – 4:23 (Ian Matthews, David Surkamp)
5. Wish – 4:55 (Ian Matthews, Joe Hadlock)

Lato B
1. Driver – 3:19 (Ian Matthews)
2. Tomorrow Falls on Saturday – 4:43 (Irwin)
3. Fear Strikes Out – 3:56 (Gerry Rafferty)
4. Over Under Sideways Down – 3:48 (Chris Dreja, Keith Relf, Jeff Beck, Jim McCarty, Paul Samwell-Smith)
5. Room Service – 3:26 (Goldberg)

## Musicisti
- Ian Matthews - voce (in tutti i brani), chitarra
- Mark Griffiths - chitarra, basso, tastiere, chitarra Roland sinth, tastiere Yamaha e Jupiter 8
- Robert Metzger - chitarra, jupiter 8
- Robert Henrit - batteria acustica, roland 808, oberhiem dx, simmons, cactus, percussioni
- Bruce Hazen - chitarra, chitarra Roland synth
- Adrian Lee - ppg wave, Roland Jupiter-8

Note aggiuntive
- Sandy Roberton - produttore (per la Zip Code Limited)
- Registrato sulla Hot Wax Mobile al Mountain Studios, Galles (Gran Bretagna) ed al Livingston Studios di Londra (Inghilterra)
- John Acock - ingegnere delle registrazioni (Mountain Studios)
- Roger Tebbutt - assistente ingegnere delle registrazioni (Mountain Studios)
- Jerry Boys, Tony Harris e David Motion - ingegneri delle registrazioni (Livingston Studios)
- Felix Kendall e Nicholas Davenant - assistenti ingegneri delle registrazioni (Livingston Studios)
- Jerry Boys - mixdown
- Bill Smith - cover art album originale
- Andrew Douglas - fotografie album originale[2]